# Adesmus windsori
Adesmus windsori är en skalbaggsart som beskrevs av Martins och Maria Helena M. Galileo 2004. Adesmus windsori ingår i släktet Adesmus och familjen långhorningar.
Artens utbredningsområde är Panama. Inga underarter finns listade i Catalogue of Life.